# Церковь святого Таурина
Церковь святого Таурина — древнейшая католическая церковь в городе Эврё, Нормандия; исторический памятник Франции с 1840 года. Посвящена святому Таурину, первому епископу Эврё.

## История церкви
Первая небольшая деревянная церковь на месте захоронения святого Таурина была построена в VI веке святым Лаудульфом. Эта церковь не пережила нашествия викингов конца IX века. Бенедиктинское аббатство святого Таурина было заложено нормандским герцогом Ричардом I, прозванным Бесстрашным, в конце X века. Роберт Великолепный, отец Вильгельма Завоевателя, подчинил его аббатам Фекампа. В 1195 году аббатство вместе со всем городом Эврё подверглось разрушению войсками Филиппа II Августа.
В XIII веке при аббате Жильбере де Сен-Мартене аббатство святого Таурина вновь стало независимым. В октябре 1259 года король Франции Людовик IX посетил в аббатство по случаю рукоположения епископа Эврё. Однако позже аббатство стало управляться коммендаторами, что постепенно привело его в полный упадок. Когда в 1642 году в аббатство вернулись монахи конгрегации святого Мавра, церковь вновь была в руинах. Именно мавристы построили восточный классический портал церкви.
Во время Французской революции брат Луи Янтия, монах аббатства святого Таурина, был привезён революционными властями в Париж и казнён 26 июля 1794 года. Церковь стала хранилищем селитры для изготовления пороха, монахов разогнали. Храм святого Таурина был возвращён католической церкви в 1801 году, но бенедиктинцы уже не вернулись, с тех пор здесь приходская церковь.

## Архитектура церкви
Несколько раз разрушенная и восстановленная, церковь святого Таурина несёт в себе черты нескольких архитектурных стилей. Романские стены нефа и опорные колонны восходят к XII веку; своды и стрельчатые окна XV века несут готические черты. Башня над средокрестием относится, скорее, к возрождению.
Привлекает также внимание южный портал церкви святого Таурина XVII века. В тимпане — барельеф с Иисусом в окружении евангелистов, которые изображены с человеческим телом и головой символического животного — эмблемы евангелиста.

## Интерьер
Ковчег святого Таурина XIII века из дерева и серебра, покрытый сусальным золотом, признан одним из самых значительных сохранившихся во Франции реликвариев эпохи Людовика IX. Он украшен золотыми рельефами, изображающими жизнь святого Таурина.
Витражи церкви относятся, в основном, к XV веку. Три витража в абсиде церкви представляют сцены из жизни святого Таурина: его рождение, его крещение и прибытие в Эврё; два больших витража в окнах хора посвящены Успению и Вознесению пресвятой Богородицы.
В северной части трансепта — статуя святого Фиакра XV века и архангела Михаила XVII века.
Современный орган церкви святого Таурина с тремя мануалами был сооружён в 1842 и отреставрирован в 1974 году. В хоре церкви установлена современная статуя святого Таурина скульптора Жерара Винсента.